# Wyspy Kazan
Wyspy Kazan (jap. 火山列島 Kazan-rettō; ang. Volcano Islands), także nazwa Wyspy Iō (jap. 硫黄列島 Iō-rettō; ang. Sulfur Islands) – należący do Japonii archipelag wulkanicznych wysp, leżących około 1000 km na południe od Tokio, pomiędzy wyspami Ogasawara a Marianami Północnymi. Geograficznie stanowią część Mikronezji w Oceanii. Są także zaliczane do archipelagów Ogasawara (Ogasawara-shotō) i Nanpō-shotō.

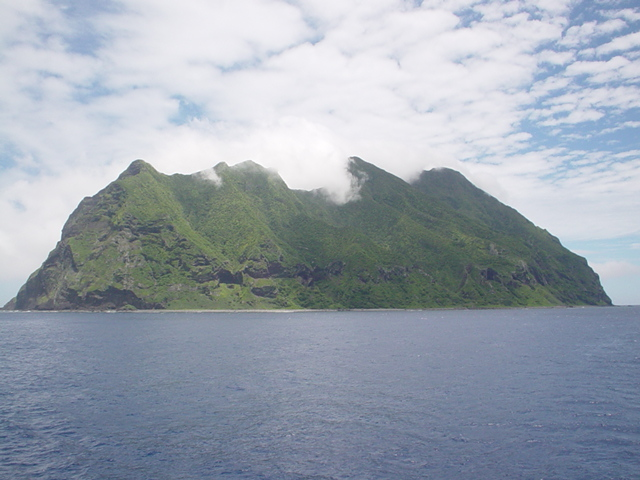
Kita Iō-tō

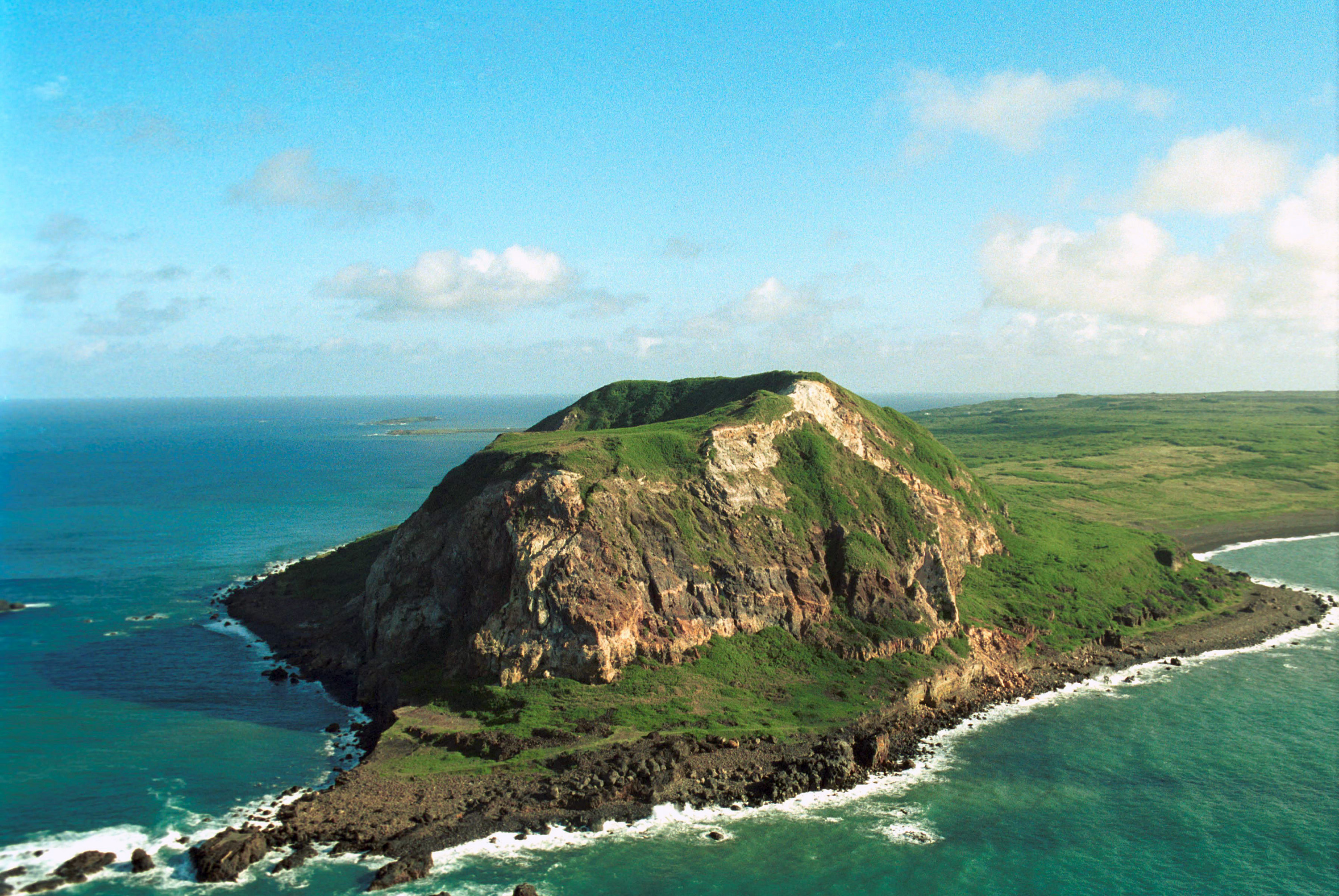
Iwo Jima (Iō-tō), góra Suribachi

Stanowią barierę oddzielającą Morze Filipińskie od Pacyfiku. Pod względem administracyjnym wyspy należą do aglomeracji tokijskiej, jako jej oddzielna podprefektura Ogasawara.
W skład tego archipelagu – zwanego Kazan-rettō lub Iō-rettō – wchodzą trzy wyspy (podane różne formy zapisu transkrypcyjnego), o powierzchni 33,01 km²:
- Kita Iō-tō 北硫黄島, Kita-Iō-jima, Kita Iwo Jima, Kita-Iō-tō (dosł. Północna Wyspa Siarki), pow. 5,56 km²[6]
- Iwo Jima (Iō-tō) 硫黄島 (Wyspa Siarki), pow. 23,73 km²[6]
- Minami Iō-tō 南硫黄島 Minami-Iō-jima, Minami-Iō-tō (Południowa Wyspa Siarki), pow. 3,54 km²[6]

Częścią tego samego łuku wyspowego jest także samotna wyspa, leżąca dużo dalej na północ:
- Nishino-shima (jap. 西之島), pow. 2,89 km²[6]

Wespół z Marianami oraz wyspami Izu i Ogasawara, wyspy Kazan są częścią struktury geologicznej powstałej ponad strefą subdukcji między płytą filipińską a „wsuwającą się” pod nią płytą pacyficzną, tworząc przy tym na wschód od wysp głęboki rów oceaniczny – Rów Izu-Ogasawara o głębokości 9780 m.
Powstałe w wyniku wzmożonej aktywności wulkanicznej wyspy zbudowane są w związku z tym ze skał magmowych, przede wszystkim andezytu, którego lokalna odmiana zwana jest boninitem, od dawnego imienia wysp. Skała ta charakteryzuje się znaczną zawartością tlenku magnezu, chromu oraz dwutlenku krzemu.
Należąca do grupy Iwo Jima jest wygasłym wulkanem, charakteryzującym się stosunkowo szybkim wypiętrzaniem oraz obfitością gorących źródeł. Nishino-shima jest czynnym wulkanem.
Wznoszący się na 918 m n.p.m., najwyższy punkt archipelagu znajduje się na Minami Iō-tō.

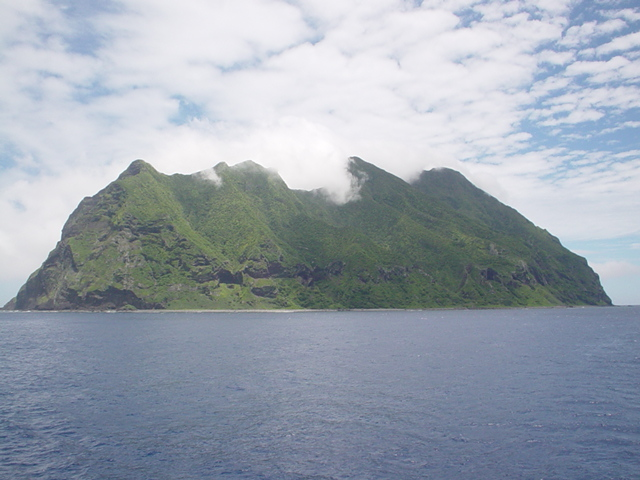
Kita-Iō-tō
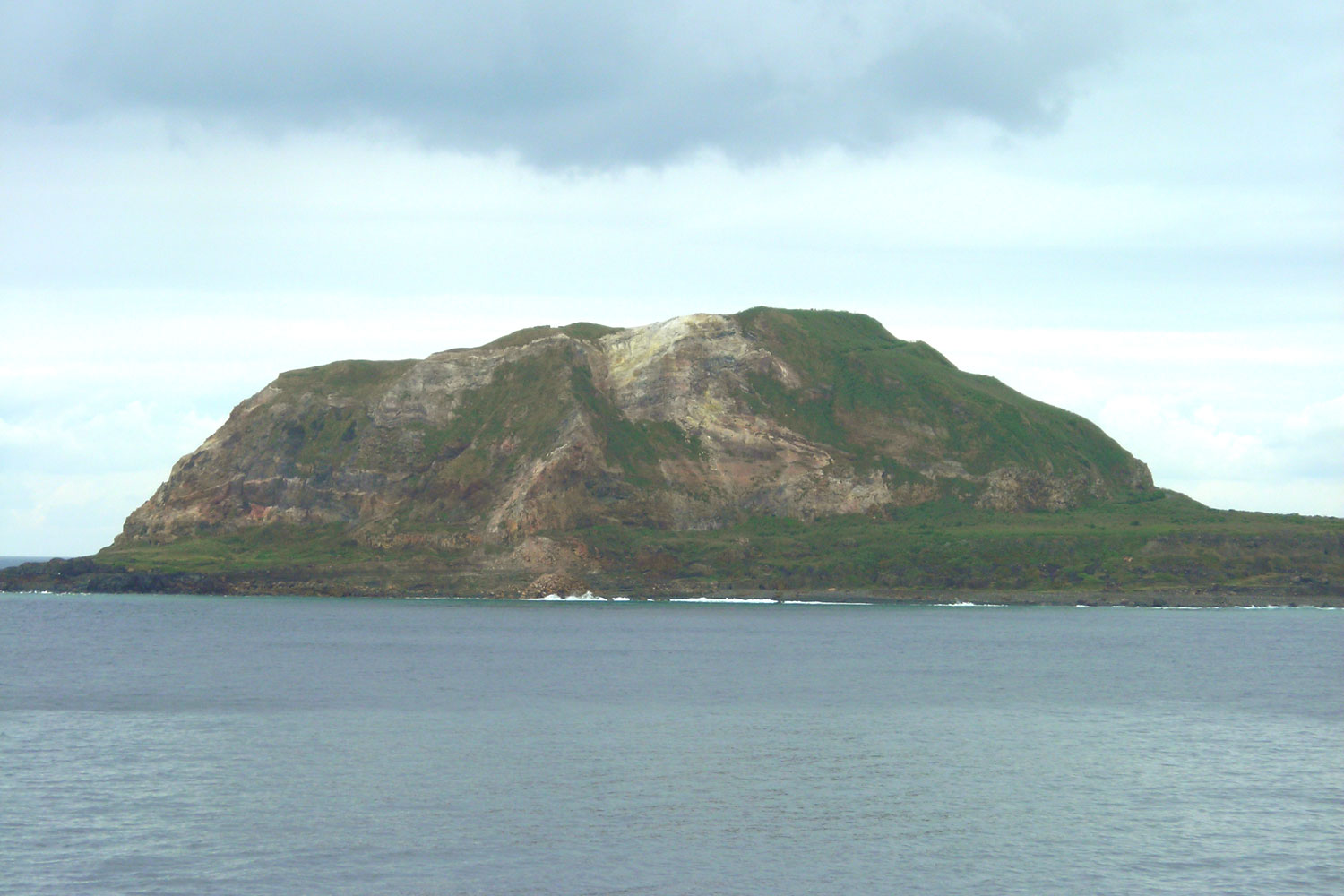
Iō-tō
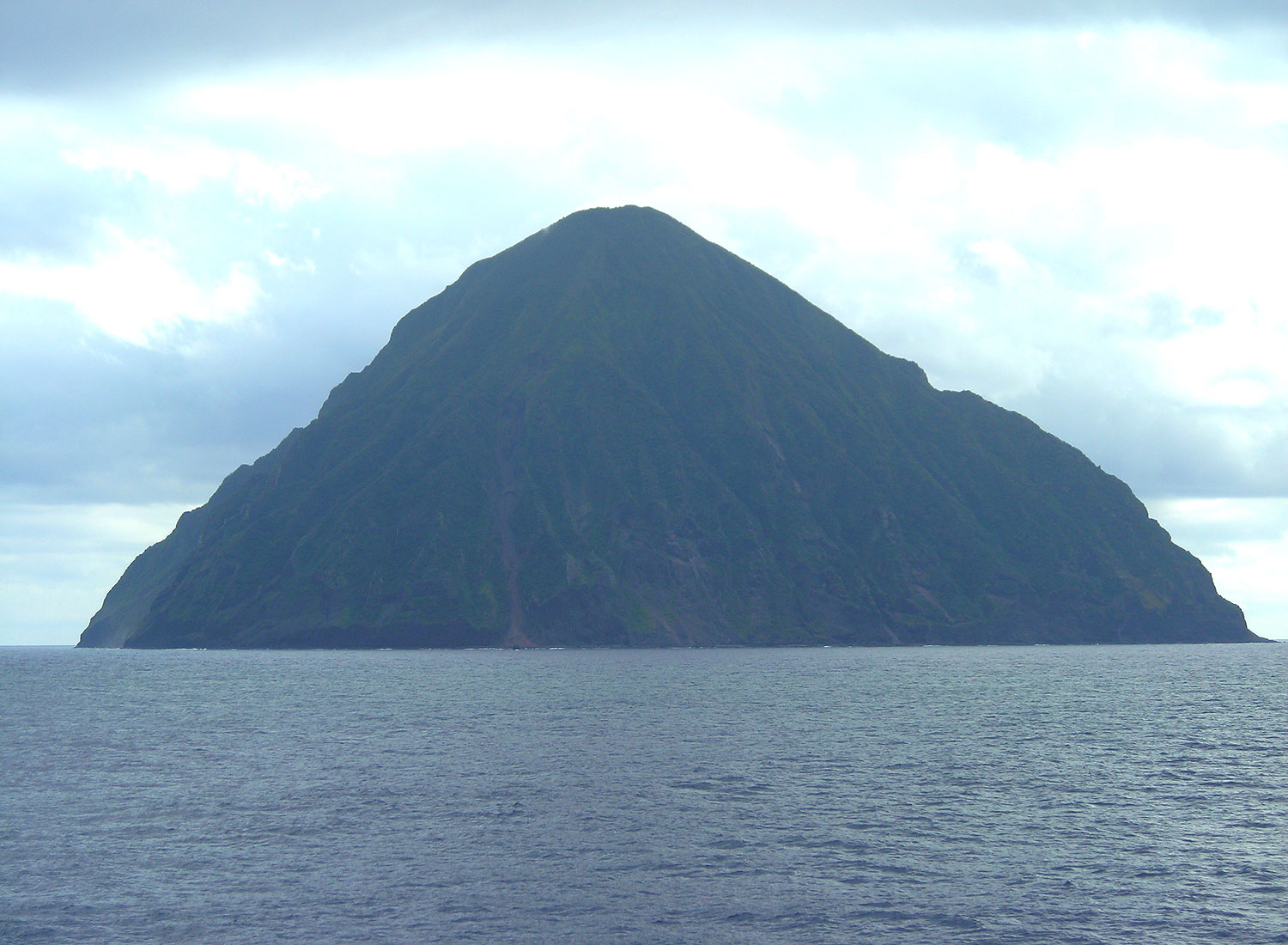
Minami-Iō-tō
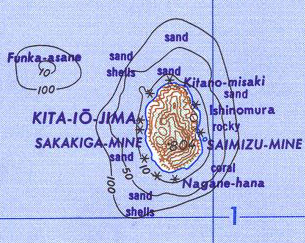
Mapa Kita-Iō-tō
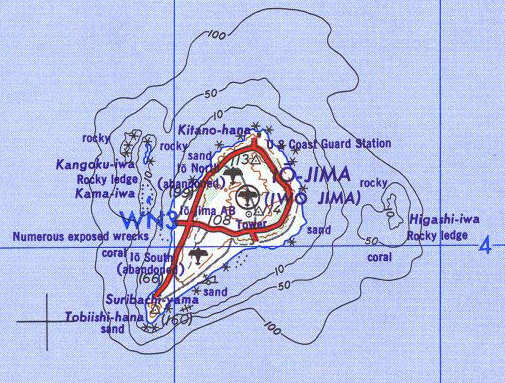
Mapa Iō-tō
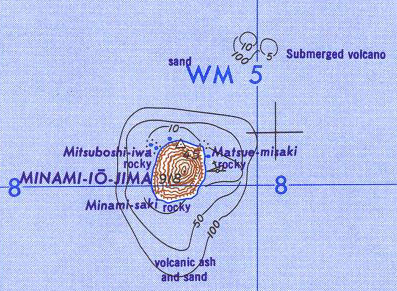
Mapa Minami-Iō-tō